# ゲームクラブ
『GameClub（ゲームクラブ）』は、かつて宮崎放送（MRTラジオ）で毎週日曜17時または毎週火曜0時（月曜24時）より放送されていたラジオ番組。DJは当時宮崎放送アナウンサーであった石川小百合。
同一名称のサービス『ゲームクラブ（Gameclub）』とは関連性はない。

## 番組概要
「GameClub」(ゲームクラブ）は、1988年10月より宮崎放送アナウンサー・樫元洋が手がけていたゲーム音楽番組「わくわくゲームランド」を引き継ぐかたちで、ゲームランド最終回の翌週（1990年4月15日）より放送が開始された。パーソナリティは当時宮崎放送の局アナであった石川小百合。当初1時間番組として約5ヶ月間放送された。1年半のインターバルの後、1992年4月に深夜枠の30分番組として再開、リスナーの熱烈な支持を受けて2年間に及ぶ長期放送となった。

## 放送期間
- 1990年4月15日～1990年9月30日…毎週日曜日17:00-18:00 <60分間>：全22回
  - ※開始初期と後半は1時間枠であったが、中盤の1990年5月27日～7月15日までの7回分は17:00-17:50であり、50分間の印象も強い。なお休止となった9月2日、石川アナは同日昼の「MRT歌謡曲ベスト20」（当時、ゲームクラブと並行して担当）は出演していた。
- 1992年4月7日～1994年4月5日…毎週火曜日0:00-0:30（月曜日深夜） <30分間>：全102回
  - インターバルをおいて再開された第2期。この深夜枠では時間の変更は無く、休止もほぼみられず（※約2年間で3回のみ）、安定した放送が維持された。またこの2年間は幾度かイベントが開催され（植松伸夫公録など）、話題を呼んだ。

## 主なイベント
- 第1回「MRTゲームクラブ・グランプリ」（1992年8月8日開催/会場：宮崎市・宮交シティ）

## 補足
- パーソナリティの石川小百合の寿退社によって、本番組は終了した。石川は、2017年現在は亀井姓でFM西東京アナとして活動している。（※テレビ静岡を経てフリーアナウンサーとして活動している石川小百合とは同姓同名の別人。）
- ゲームクラブ放送終了後の後番組（1994年4月12日以降の火曜0時台）は「TOKYO LIVE MIX」。